# Пожизненный президент
Пожизненный президент — должность, принимавшаяся многими диктаторами с целью обеспечения для себя неограниченного срока полномочий и формального спасения себя от возможного поражения на выборах, в том числе от преследования за должностные или иные преступления (в связи с утратой полномочий) с помощью формального президентского иммунитета.

## История поста

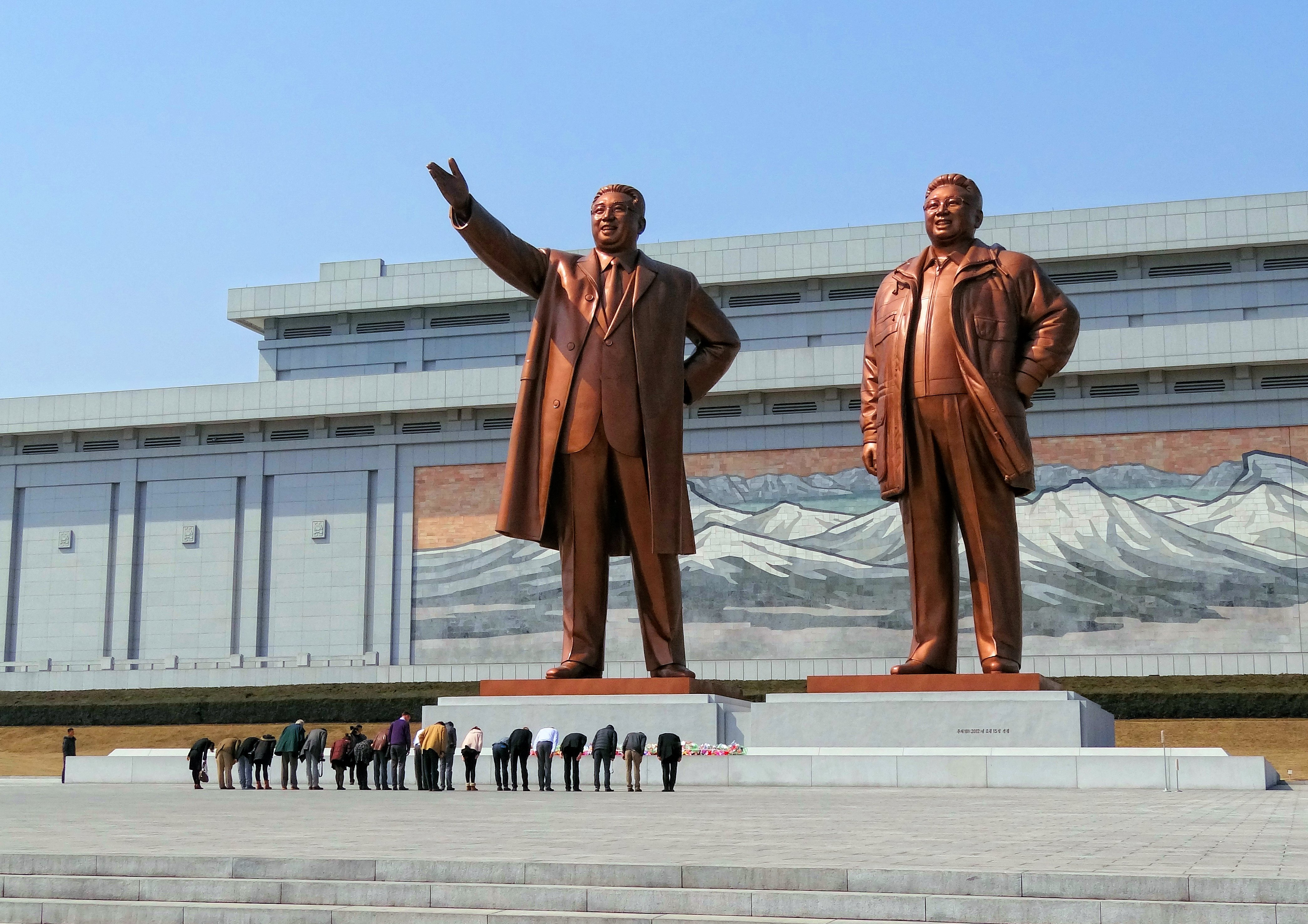
Посетители кланятся в знак уважения лидерам КНДР Ким Ир Сену (отец) и Ким Чен Иру (сын) на холме Мансу-дэ в Пхеньяне

Первым примером стал Гай Юлий Цезарь, который в 45 году до н. э. провозгласил себя «вечным диктатором» (что часто неверно переводят как «пожизненный диктатор») Римской республики, в то время как прежде диктатор в Древнем Риме мог находиться на своём посту не более шести месяцев. В 1802 году Наполеон Бонапарт был избран пожизненным первым консулом.
Не все пожизненные президенты занимали эту должность до конца жизни. Некоторые были свергнуты, некоторые же потом убиты. Рафаэль Каррера, Франсуа Дювалье, Иосип Броз Тито, Хосе Гаспар Родригес де Франсиа и Сапармурат Ниязов и ещё некоторые сохранили должность до своей естественной смерти. Многие руководители, фактически являвшиеся пожизненными, переизбирались на новый срок регулярно в ходе очередных выборов. Другие же могли получить одобрения своих пожизненных полномочий, например, Мобуту Сесе Секо в 1972 году. Джордж Вашингтон неоднократно отклонял предложения стать пожизненным президентом. Пожизненные президенты, особенно передающие власть по наследству, как Дювалье, мало отличаются от монархов, так же, как семейная диктатура — от абсолютной монархии.

## Список пожизненных президентов

### Носители титула «пожизненный президент»[1][2]
Ниже представлены главы государств, официально носившие титул «пожизненный президент»:
- Анри Кристоф, Государство Гаити (1807) — в 1811 году стал королём Королевства Гаити, умер на троне в 1820 году. После его смерти королевство, занимавшее северную часть современного Гаити, было упразднено и объединено с Республикой Гаити на юге.
- Александр Петион, Республика Гаити (1816; президент с 1808) — умер на посту в 1818 году. Его преемником стал Жан-Пьер Бойе (см. ниже)
- Жан-Пьер Бойе, Республика Гаити (1818) — преемник Александра Петиона. В 1843 году отстранён от власти группой заговорщиков во главе с Шарлем Эраром ди Ривьером, умер в 1850 году.
- Антонио Лопес де Санта-Анна, Мексика (1853; президент в 1833 (три периода длительностью от двух недель до двух месяцев каждый), 1834—1835, 1839, 1841—1842, 1843, 1844, 1845, 1847 (два периода), 1853—1855) — в общей сложности занимал пост президента 11 раз на протяжении 22 лет. В 1853 году провозгласил себя пожизненным президентом с титулом Его ясновеличие[3]. В 1855 году был вынужден подать в отставку, умер в 1876 году.
- / Рафаэль Каррера, Гватемала (1854; президент в 1847—1848 и с 1851) — умер на посту в 1865 году.
- Сукарно, Индонезия (1963; президент с 1945, в 1949—1959 — церемониальный глава государства в парламентской республике, с 1959 — абсолютный президент) — получил титут пожизненного президента от Народного консультативного конгресса (НКК) в 1963 году[4]. Отстранён от власти в несколько этапов. В сентябре 1965 года в стране произошла попытка государственного переворота, подавленная военными во главе с Сухарто. В марте 1966 года Сухарто получил от Сукарно право действовать от имени президента, то есть стал де-факто главой исполнительной власти. В июле 1966 года стал председателем Президиума Кабинета (де-факто главой правительства). Наконец, в том же 1966 году НКК лишил Сукарно титула пожизненного президента, присвоенного им же тремя годами ранее. В 1967 году НКК сместил Сукарно с поста президента и назначил и. о. президента Сухарто; в следующем году последний официально стал новым президентом Индонезии. Сукарно умер в 1970 году.
- / Кваме Нкрума[5], Гана (1964; президент с 1960, премьер-министр в 1957—1960, премьер-министр британской колонии Золотой Берег в 1952—1957) — избран президентом на выборах 1960 года, получив 89,07 % голосов. Свергнут в 1966 году военными во главе с Джозефом Анкрой. Умер в 1972 году.
- Франсуа Дювалье, Республика Гаити (1964; президент с 1957) — избран президентом на шесть лет в 1957 году, получив 72,4 % голосов. На парламентских выборах 1961 года[англ.] в бюллетенях была сделана приписка «Франсуа Дювалье — президент»; после выборов было объявлено, что граждане «добровольно» переизбрали Дювалье на новый шестилетний срок. Умер на посту в 1971 году, назначил преемником своего сына Жан-Клода (см. ниже).
- Хастингс Банда[5], Малави (1971: президент с 1966, премьер-министр в 1964—1966, премьер-министр британского протектората Ньясаленд в 1963—1964) — в 1993 году был лишён титула по итогам референдума, в 1994 году проиграл на выборах Бакили Мулузи.
- Жан-Клод Дювалье, Республика Гаити (1971) — стал наследником своего отца, свергнут в 1986 году. Умер в 2014 году.
- Жан-Бедель Бокасса (также известный как Салах эд-Дин Ахмед Бокасса)[5], Центральноафриканская Республика (1972; президент с 1966) — в 1976 году провозгласил себя императором Центральноафриканской империи. Свергнут в 1979 году. Умер в 1996 году.
- Франсиско Масиас Нгема[5], Экваториальная Гвинея (1972; президент с 1968) — свергнут своим племянником Теодоро Обиангом Нгемой Мбасого и казнён в 1979 году.
- Иосип Броз Тито, Югославия (1974; президент с 1953, председатель правительства в 1945—1963, лидер сопротивления с 1941) — провозглашён пожизненным президентом Конституцией СФРЮ 1974 года. Одновременно стал пожизненным председателем президиума Союза коммунистов Югославии и председателем Президиума СФРЮ. До этого с 1953 года несколько раз безальтернативно избирался на пост президента Союзной Скупщиной. В статье 220 конституции 1963 года было прописано ограничение, запрещающее президенту переизбираться более двух раз (предыдущие конституции его не содержали), но уже следующая статья делала исключение лично для Тито. Умер на посту в 1980 году. После его смерти пост президента был упразднён, коллективным главой государства стал Президиум СФРЮ[6].
- Хабиб Бургиба, Тунис (1975; президент с 1957, премьер-министр Королевства Тунис в 1956—1957) — до провозглашения пожизненным президентом избирался на этот пост безальтернативно и с результатом в 100 % голосов в 1959[англ.], 1964[англ.], 1969[англ.] и 1974[англ.] годах. Свергнут в 1987 году Зин эль-Абидином Бен Али. Умер в 2000 году.
- Иди Амин[5], Уганда (1976; президент с 1971) — свергнут в ходе войны с Танзанией в 1979 году. Умер в 2003 году.
- Леннокс Себе, бантустан Сискей (де-юре независим, де-факто — часть ЮАР) (1983; президент с 1981, глава правительства автономного Сискея с 1972) — свергнут в 1990 году Оупой Гцгозо. Умер в 2014 году.
- / Сапармурат Ниязов[7], Туркмения (1999, президент с 1990) — де-факто глава Туркменской ССР с 1986 года, когда занял пост первого секретаря ЦК Коммунистической партии Туркмении. Председатель Верховного Совета Туркменской ССР (глава государства) в 1990 году. Президент Туркменской ССР с 1990 года; с 1991 года — президент независимой Туркмении. Дважды побеждал на выборах в качестве единственного кандидата — в 1990 (98,3 %) и 1992 (99,5 %). В 1994 году его полномочия были продлены на референдуме до 2000 года. В 1999 году провозглашён Халк Маслахаты пожизненным президентом. Умер на посту в 2006 году. Носил титулы Сердар (Вождь) и Вечно Великий Сапармурат Туркменбаши (Глава туркмен)[6].
- Ким Ир Сен, Корейская Народно-Демократическая Республика — Вечный президент КНДР с 5 сентября 1998 года. Награждён главными наградами КНДР, званиями Героя КНДР и Героя Труда КНДР[6].

### Носители других титулов

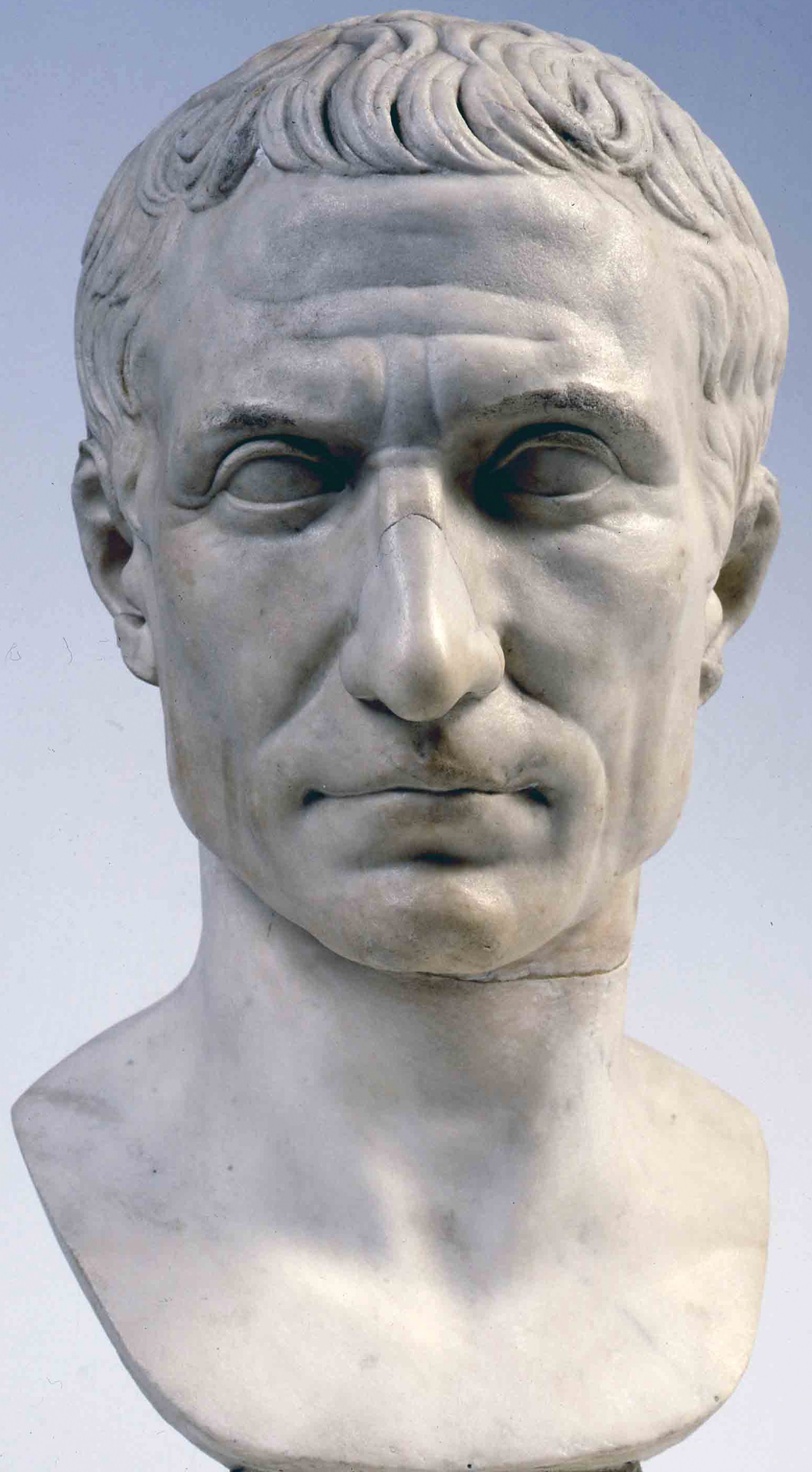
Скульптурное изображение Гая Юлия Цезаря (Музей Ватикана)

Ниже представлены главы государств с республиканской формой правления, официально занимавшие свой пост пожизненно, но при этом не именовавшиеся пожизненными президентами:
- Юлий Цезарь (Римская республика) — занимал ряд высших государственных должностей с 50-х гг. до н. э., в частности был консулом (59, 48, 46-44 гг. до н.э) и диктатором (49, 48-47, 46-44 гг. до н. э.). В 44 году до н. э. стал пожизненным диктатором — до этого диктаторы избирались не более чем на 6 месяцев. Убит в том же году.
- Франсуа Доминик Туссен-Лувертюр (Сан-Доминго) — лидер Гаитянской революции с 1791 года. По конституции 1801 года был провозглашён пожизненным губернатором, в 1802 году был разбит и посажен в тюрьму во Франции, где умер в 1803 году, не отказываясь от должности. После его смерти новым лидером повстанцев стал Жан-Жак Дессалин, ставший в 1804 году первым императором Гаити.
- Наполеон Бонапарт (Французская республика) — с 1799 года был первым из трёх консулов Французской Республики, избиравшихся на десять лет; двое других консулов имели лишь совещательный голос при обсуждении государственных дел и не обладали практически никаким влиянием. В 1802 году стал пожизненным консулом, получив право назначать своих коллег по консулату. В 1804 году провозглашён императором. В 1814 году свергнут и отправлен в изгнание, в 1815 году на короткое время вновь стал императором, снова свергнут и вновь отправлен в изгнание. Умер в 1821 году.
- / Хосе Гаспар Родригес де Франсия (Парагвай) — один из двух (наряду с Фульхенсио Йегросом) консулов Парагвая (1813—1814), временный диктатор (1814—1816), постоянный диктатор (1816—1820), верховный диктатор (с 1820); на двух последних постах официально был пожизненным руководителем государства. Умер в должности в 1840 году. Его преемником стал глава Временной хунты Мануэль Антонио Ортис.